# Rodrigo Souza
Rodrigo de Souza Fonseca, genannt Rodrigo Souza, (* 27. Oktober 1987 in São Gonçalo) ist ein brasilianischer Fußballspieler.

## Karriere
Rodrigo Souza hat bereits einige Vereine durchlaufen, u. a. war er 2010 in Vietnam beim XSKT Cần Thơ FC. Aber erst in der Saison 2012 konnte er sich beim Boa EC in der Série B in Brasilien durchsetzen. Zu Beginn der Saison 2014 wechselte zum amtierenden brasilianischen Meister Cruzeiro EC nach Belo Horizonte. Mit Cruzeiro bestritt er fünf Spiele in der Staatsmeisterschaft von Minas Gerais und drei in der Copa Libertadores 2014. Sein Debüt auf internationaler Klubebene gab er am 25. Januar 2014 gegen CF Universidad de Chile. In der Begegnung wurde er in der 78. Minute für Éverton Ribeiro eingewechselt.
Zum Start der Série A 2014 wurde Souza an den Ligakonkurrenten Criciúma EC ausgeliehen. Beim vierten Titelgewinn der Série A 2014 durch Cruzeiro spielte Souza keine Rolle mehr.
Das Jahr 2015 begann für Souza zunächst als Leihe an den CA Penapolense. Mit diesem trat er in der Staatsmeisterschaft von São Paulo an. Die Leihe war zeitlich auf die Staatsmeisterschaft begrenzt. Nach dem Ende der Leihe kehrte Souza zunächst zu Cruzeiro zurück. Hier nahm er nur am Trainingsbetrieb, so dass er wieder verliehen wurde. Er blieb in Belo Horizonte und ging in die Série B zum América Mineiro.
Auch 2016 kehrte Souza nicht zu Cruzeiro zurück. Sein Klub verlieh in wieder. Seine neue Stadion wurde Náutico Capibaribe. Nach auslaufen seines Kontraktes mit Cruzeiro zu Ende des Jahres 2016, wurde Souza im Dezember 2016 fest von Náutico übernommen. Der Kontrakt bekam eine Laufzeit über ein Jahr. Vorzeitig verließ Souza den Klub im Juni des Jahres wieder. Er erhielt einen neuen Vertrag beim Clube de Regatas Brasil.
Zum Start der Saison 2018 wechselte der Spieler zum Nacional AC (SP). Für den Klub trat Staatsmeisterschaft von São Paulo an. Für die Meisterschaftsrunde 2018 ging Souza zum Oeste FC in die Série B. Nach Austragung der Staatsmeisterschaft 2019 wechselte Souza zum Boa EC. Im Dezember 2019 wurde sein Wechsel für 2020 zum São Bernardo FC bekannt. Zur Saison 2025 ging er zur AA Ponte Preta.

## Erfolge
Cruzeiro
- Staatsmeisterschaft von Minas Gerais: 2014

São Bernardo
- Staatsmeisterschaft von São Paulo Série A2: 2021
- Staatspokal von São Paulo: 2021